# Ban Gu
Ban Gu (Chinees: 班固) (32 – 92) was een Chinese historicus, politicus en dichter. Als dichter is hij het meest bekend om zijn deel van het Boek van de Han, het tweede van China’s 24 geschiedenissen. Hij schreef ook een aantal fu’s, een veel voorkomende literaire vorm, die deels proza, deels poëzie is en die in het bijzonder met de Han-periode wordt geassocieerd.

## Familieachtergrond
De Ban familie was een van de belangrijkste van de Oostelijke Han-dynastie. Ze woonden in de staat Chu gedurende de periode van de Strijdende Staten, maar gedurende de regering van de eerste keizer, Ban Yi (斑 of 班壹, Bān Yī) vluchtten ze naar het noorden. Zo werden ze daar prominent als herders van duizenden stuks vee, ossen en paarden. Door die grote schaal gingen ze naar de grens van het rijk.
Ban Gu’s oudtante Ban Jieyu was een geleerde en dichter. Zijn vader Ban Biao was een belangrijke historicus. Van zijn vader nam hij de verantwoordelijkheid over voor het schrijven van een geschiedenis van de voormalige Han-dynastie, tegenwoordig staat dit bekend als de Hanshu of het Boek van Han. Maar zijn werk werd onderbroken door politieke problemen. Deze zouden leiden tot zijn opsluiting en dood. Enkele banden werden gecompleteerd door zijn jongere zuster Ban Zhao. Dit werd een model voor andere werken in latere dynastiën.
Ban’s tweelingbroer Ban Chao was een bekende militaire leider en onderzoeker van Centraal Azië. Zijn zuster, Ban Zhao, werd een van de bekendste vrouwelijke geleerden in de Chinese geschiedenis.

## Leven
Bans vader, Ban Biao, stierf in het jaar 54 toen Ban 21 was. Na zijn vaders dood besteedde Ban een periode waarin hij zich afvroeg wat hij zou doen met de rest van zijn leven. Na verloop van tijd schreef hij een lange fu hierover getiteld “Fu over communicatie met het verborgene” (Chinees: 幽通賦), bekend als een van de eerst bekende fu die werd gebruikt bij filosofische discussies. Ban begon niet onmiddellijk een ambtelijke loopbaan, maar werkte aan de completering van het historische boek van Sima Qian waaraan zijn vader werkte: Optekeningen van de hofhistoriograaf.
Rond het jaar 60 werden geruchten aan keizer Ming Di van Han dat Ban zijn eigen visie op de nationale geschiedenis vertolkte. Dit maakte het keizerlijke hof ongerust, met name waar het de val van de Westelijke Han betrof en de opkomst van de Oostelijke Han. Ban werd vervolgens gearresteerd en de familiebibliotheek van Ban werd in beslag genomen. De broer van Ban, Ban Chao, redde Ban’s uitgave. Ban werd vervolgens ingeschakeld om de annalen van Guangwu van Han, de eerste oostelijke keizer van Han. In 64 werd hij ingeschakeld bij de keizerlijke bibliotheek en gepromoveerd tot de rang van edelman. Keizer Ming was zo onder de indruk van de kwaliteit van Ban’s werkdat in het jaar 66 hij hem toestemming gaf weer te werken aan de westelijke Han, waaraan hij de rest van zijn leven zou werken.
Ban bleef in de 2e helft van de 1e eeuw dienen bij de keizerlijke bibliotheek en het keizerlijke hof. In het jaar 92 werd hij verdacht van het plannen van een rebellie. Hij werd ontslagen en gearresteerd. Ban stierf datzelfde jaar in de gevangenis. Hij was 61 jaar oud.

## Nalatenschap
De tendens van zowel Chinese als Westerse geleerden om China’s geschiedenis als een geschiedenis van dynastieën te zien lijkt een direct gevolg van de manier waarop Ban Gu’s het Boek van Han te schrijven op de manier waarop hij dat deed. 
- Bibsys: 97005077
- Biblioteca Nacional de España: XX4722875
- Bibliothèque nationale de France: cb12405142j (data)
- CiNii: DA00363478
- Gemeinsame Normdatei: 118932667
- International Standard Name Identifier: 0000 0000 7976 4118
- Library of Congress Control Number: n50053855
- Nationale Bibliotheek van Letland: 000203015
- Bibliotheek van het Japanse parlement: 00314427
- Nationale Bibliotheek van Tsjechië: jo20221142793
- Nationale bibliotheek van Australië: 36730232
- Nationale Bibliotheek van Israël: 987007277668705171
- Nederlandse Thesaurus van Auteursnamen: 140773495
- Réseau des bibliothèques de Suisse occidentale: 02-A000015734
- LIBRIS: 38535
- SNAC: w60v8hz7
- Système universitaire de documentation: 033156115
- Trove: 1438128
- Virtual International Authority File: 61634089
- WorldCat: E39PBJxcVfFrgmB7tMPrt4TvHC